# Directeurswoning (kolenmijn Zwartberg)
De directeurswoning (kolenmijn Zwartberg) is de voormalige huisvesting van de directeur van de steenkoolmijn van Zwartberg tussen 1925 en 1966, gelegen in de Belgische gemeente Genk.

## Toelichting

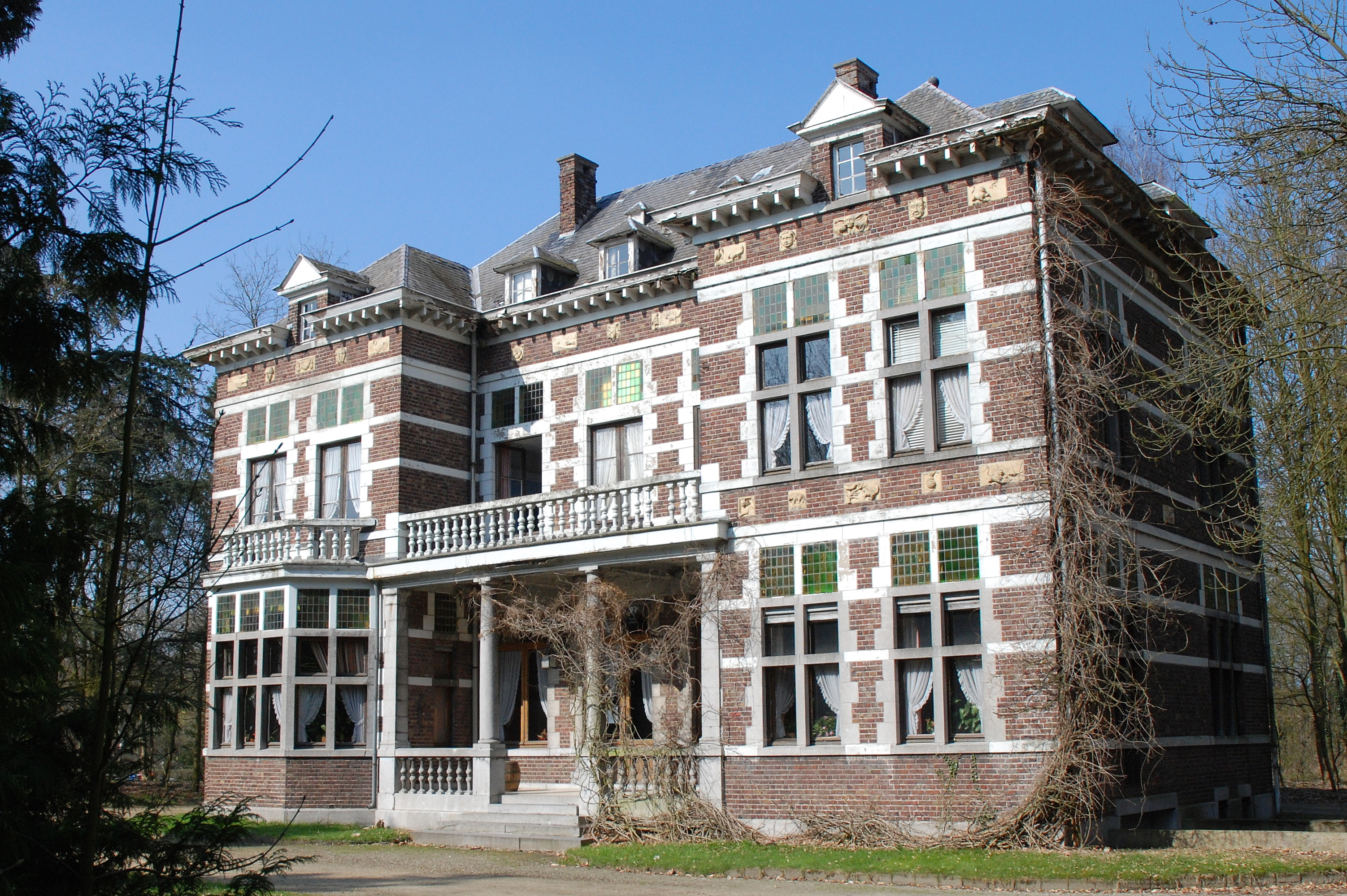
De woning van de voormalige directeur

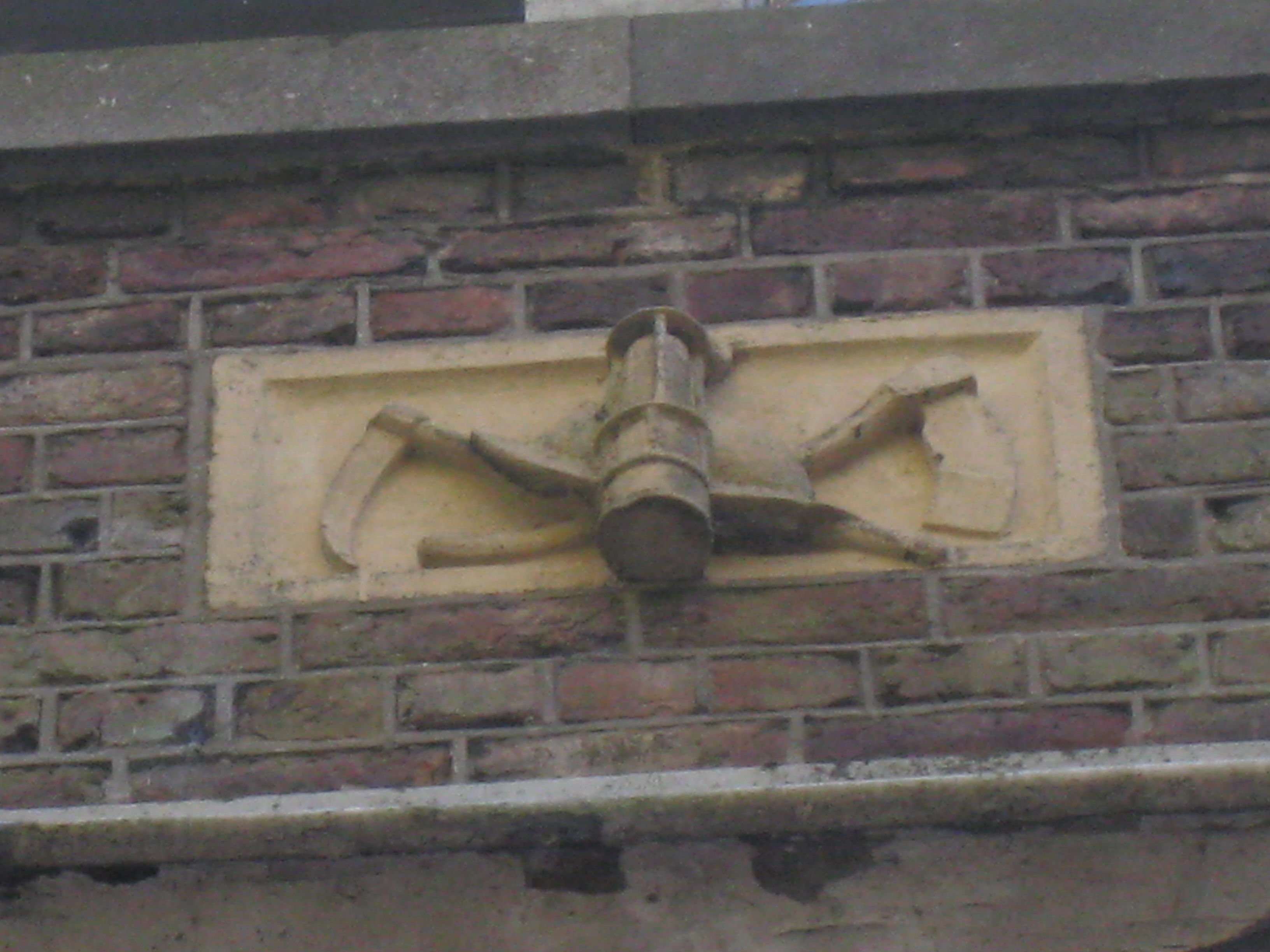
Bas-reliëf met mijnsymbolen

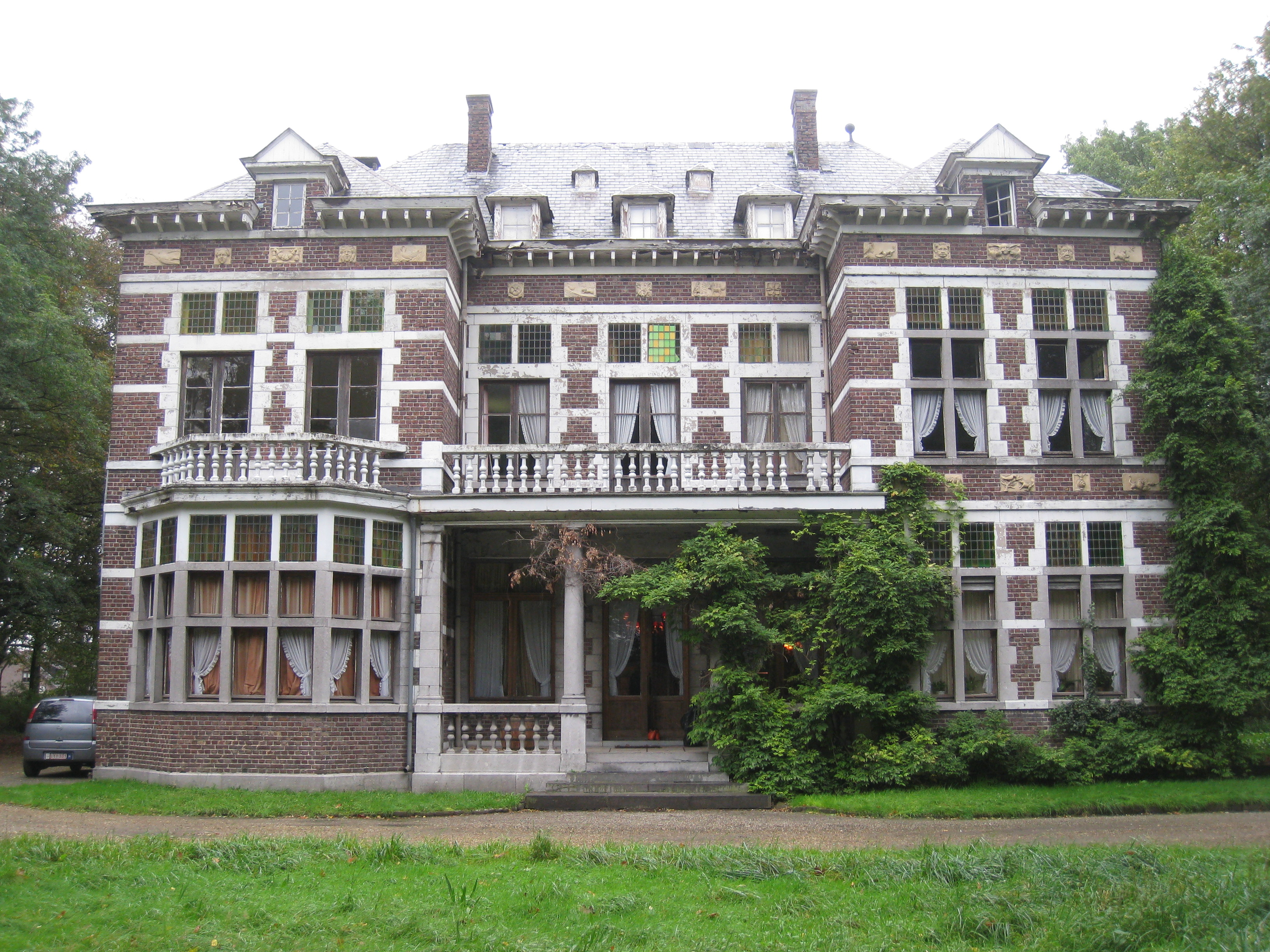
Bas-reliëfs in voorgevel villa

Deze sinds 2005 als beschermd monument geklasseerde villa staat ingeplant op een hoekperceel aan het westelijk uiteinde van de monumentale Marcel Habetslaan van de tuinwijk in Zwartberg. Deze weg, voorzien van een dubbele rij bomen, oogt als een oprijlaan naar een kasteel. Aan deze riante villa is een park van 12 ha verbonden.

Deze villa staat model voor vele andere directeurswoningen in het destijds Limburgse mijngebied. Het geheel, gaaf bewaard, in 1925 opgetrokken in eclectisch-historiserende stijl met Maaslandse kenmerken, bevat nog intacte originele interieurelementen zoals het meubilair, het sanitair gedeelte, de verwarmings- en verluchtingsinstallaties, de telefoon, de verlichtingsarmaturen en de lift. De gevels van het gebouw zijn voorzien van ongeveer 50 gevelvignetten in halfverheven reliëfs voorstellende de fabels van La Fontaine of verwijzende naar mijnsymbolen (houweel, mijnlamp en helm) of voorstellende een bezige bij. 

Deze villa geeft zowel door de hiërarchische inplanting binnen de tuinwijk met ertegenover de ingenieurswoningen als door de aanleg van de oprit, de voortuin en de afsluitingen een beeld van het prestige van de destijds dienstdoende directeur-gérant.

## De villa na de mijnsluiting
De villa werd na de mijnsluiting in 1966 verkocht aan de familie Wauters die in de aangrenzende tuin een dierentuin inrichtte. De berenafdeling had enige bekendheid. De close-ups van de film L'Ours van Jean-Jacques Annaud werden aldaar opgenomen. Begin 2000 ging de woning over naar de Stad Genk die de zoo-inrichting liet slopen. In 2005 werd de woning geklasseerd als monument en in 2011 voorzag minister Geert Bourgeois € 350.000 voor dringende instandhoudingswerken.

Sinds 2019 maakt de directeurswoning deel uit van Labiomista, een kunstproject van kunstenaar Koen Vanmechelen met zijn atelier, kunstcentrum en een Cosmopolitan Culture Park  op het terrein van de voormalige Zoo van Zwartberg.  